# Ashuganj Upazila
Ashuganj Upazila är ett underdistrikt i Bangladesh.   Det ligger i provinsen Chittagong, i den centrala delen av landet, 70 kilometer nordost om huvudstaden Dhaka.
Trakten runt Ashuganj Upazila består till största delen av jordbruksmark. Runt Ashuganj Upazila är det mycket tätbefolkat, med 1 632 invånare per kvadratkilometer.